# Senat (Antigua i Barbuda)
Senat (ang. Senate) – izba wyższa parlamentu Antigui i Barbudy, składająca się z 17 członków powoływanych na pięcioletnią kadencję. Senatorów powołuje gubernator generalny na wniosek premiera oraz lidera opozycji. Układ sił między rządem a opozycją powinien odpowiadać temu, jaki istnieje w wybieralnej Izbie Reprezentantów.

## Bierne prawo wyborcze
Osoby powoływane w skład Senatu muszą mieć ukończone 21 lat i znać język angielski w stopniu wystarczającym do udziału w pracach legislacyjnych. Kandydat może posiadać wyłącznie obywatelstwa państw członkowskich Wspólnoty Narodów, przy czym nie musi koniecznie być obywatelem Antigui i Barbudy. Wymagane jest jedynie, aby mieszkał na jej terytorium przez okres co najmniej jednego roku przed nominacją. Kandydować nie mogą niektórzy urzędnicy państwowi, a także duchowni wszystkich wyznań. Czynnikami uniemożliwiającymi powołanie do Senatu są także postawienie w stan bankructwa, poważna choroba psychiczna, trwające odbywanie kary pozbawienia wolności dłuższej niż 1 rok, a także skazanie za niektóre rodzaje przestępstw w okresie 10 lat przed nominacją.

## Zobacz także
- Chronologiczna lista przewodniczących parlamentu Atigui i Barbudy